# Саломон Рондон
Хосе Саломон Рондон Хименез (шп. José Salomón Rondón Giménez; 16. септембар 1989) професионални је венецуелански фудбалер који игра на позицији нападача. Тренутно наступа за мексичку Пачуку и репрезентацију Венецуеле.
Са постигнутих 38 голова је најбољи стрелац репрезентације Венецуеле.

## Трофеји
Арагва
- Куп Венецуеле (1) : 2007/08.

Зенит Санкт Петербург
- Првенство Русије (1) : 2014/15.
- Суперкуп Русије (1) : 2015.

Ривер Плејт
- Првенство Аргентине (1) : 2023.
- Трофеј шампиона Аргентине (1) : 2023.

Индивидуални
- Играч године Њукасл јунајтеда (1) : 2019.